# Melpomene elegans
Melpomene elegans är en spindelart som beskrevs av Octavius Pickard-Cambridge 1898.
Melpomene elegans ingår i släktet Melpomene och familjen trattspindlar. Inga underarter finns listade i Catalogue of Life.